# Elateriospermum tapos
Elateriospermum es un género monotípico perteneciente a la familia de las euforbiáceas. Su única especie: Elateriospermum tapos, se encuentra desde el sur de Tailandia a Malasia. Es el único miembro de la tribu Elateriospermeae.

## Taxonomía
Elateriospermum tapos fue descrito por Carl Ludwig Blume y publicado en Bijdragen tot de flora van Nederlandsch Indië 621. 1826.
Sinonimia
- Elateriospermum rhizophorum Boerl. & Koord.